# 本諫早站
本諫早站（日语：／ Honisahaya eki */?）是位於長崎縣諫早市東小路町，島原鐵道的島原鐵道線車站。為急行停車站。

## 歷史
- 1911年（明治44年）6月20日 - 車站啟用[1][2]。
- 1979年（昭和54年）4月30日 - 結束貨物業務。
- 1989年（平成元年）12月 - 現車站大樓翻新竣工。
- 2019年（令和元年）10月1日 - 設定「諫早市政廳前」副站名[3]

## 構造
車站是一座地面車站，設有2面2線的相對式月台和2條側線。兩月台之間設有站內平交道（沒有遮斷機和警報機）。在不需要列車交會的情況下，上下行列車均停靠於車站大樓一方的月台。由於諫早站只有1面1線的月台，因此車輛會停泊在此站的側線。月台北邊靠近幸一方設有兩層高的車站大樓。此站是職員配置車站。售票處營業時間為早上6時至晚上10時。車站大樓內設有候車室和1台自動售票機。

### 月台
| 月台 | 路線        | 上下行 | 方向             | 備註                  |
| ---- | ----------- | ------ | ---------------- | --------------------- |
| 1    | ■島原鐵道線 | 下行   | 島原、島原港方向 |                       |
| 2    | ■島原鐵道線 | 上行   | 諫早方向         | 部分列車在1號月台出發 |

## 周邊
站前是於諫早市中心內。車站附近設有長崎縣道55號有喜本諫早停車場線通過。
- 長崎縣立諫早高等學校·附屬中學（日语：長崎県立諫早高等学校・附属中学校）
- 諫早市立上山小學（日语：諫早市立上山小学校）
- 諫早法務局
- 諫早市立諫早圖書館（日语：諫早市立諫早図書館）
- 諫早公園（日语：諫早公園）
- 諫早市政廳（日语：諫早市役所）
- 諫早郵局（日语：諫早郵便局）
- 諫早勤勞者障害者體育中心
- 諫早市健康福祉中心
- 彩虹FM（日语：レインボーFM）
- 丸高生鮮市場（日语：まるたか生鮮市場）Aer丸高

## 巴士路線
站前的本諫早站前巴士站中設有島原鐵道巴士和長崎縣營巴士巴士路線停靠。（）內為營運巴士公司。
- 福岡（天神、博多站）【高速】「島原號（日语：島原号）」（島鐵、西鐵（日语：西鉄バス博多自動車営業所））
- 長崎機場【特急】（島鐵）
- 雲仙（經小濱，島鐵）、島原站前（經雲仙，島鐵）
- 長崎刑務所（日语：長崎刑務所）、夫婦木（縣營）
- 諫早站前（島鐵，縣營）

## 使用狀況
以下為近年一年總乘車人次和下車人次變化。
| 年度               | 一日平均 乘車人次 | 一年總 乘車人次 | 一年總 下車人次 |
| ------------------ | ----------------- | --------------- | --------------- |
| 2000年（平成12年） | 479               | 174,816         | 149,094         |
| 2001年（平成13年） | 475               | 173,469         | 146,282         |
| 2002年（平成14年） | 476               | 173,743         | 140,287         |
| 2003年（平成15年） | 490               | 179,477         | 141,232         |
| 2004年（平成16年） | 470               | 171,541         | 136,879         |
| 2005年（平成17年） | 475               | 173,555         | 140,930         |
| 2006年（平成18年） | 458               | 167,140         | 136,940         |
| 2007年（平成19年） | 487               | 178,165         | 147,932         |
| 2008年（平成20年） | 509               | 185,755         | 151,156         |
| 2009年（平成21年） | 503               | 183,589         | 151,034         |
| 2010年（平成22年） | 517               | 188,570         | 160,037         |
| 2011年（平成23年） | 544               | 199,166         | 170,818         |
| 2012年（平成24年） | 607               | 221,434         | 193,032         |
| 2013年（平成25年） | 1,019             | 371,964         | 335,602         |
| 2014年（平成26年） | 977               | 356,467         | 326,060         |
| 2015年（平成27年） | 956               | 349,779         | 317,971         |
| 2016年（平成28年） | 911               | 332,488         | 293,975         |
| 2017年（平成29年） | 867               | 316,338         | 284,467         |

## 圖庫

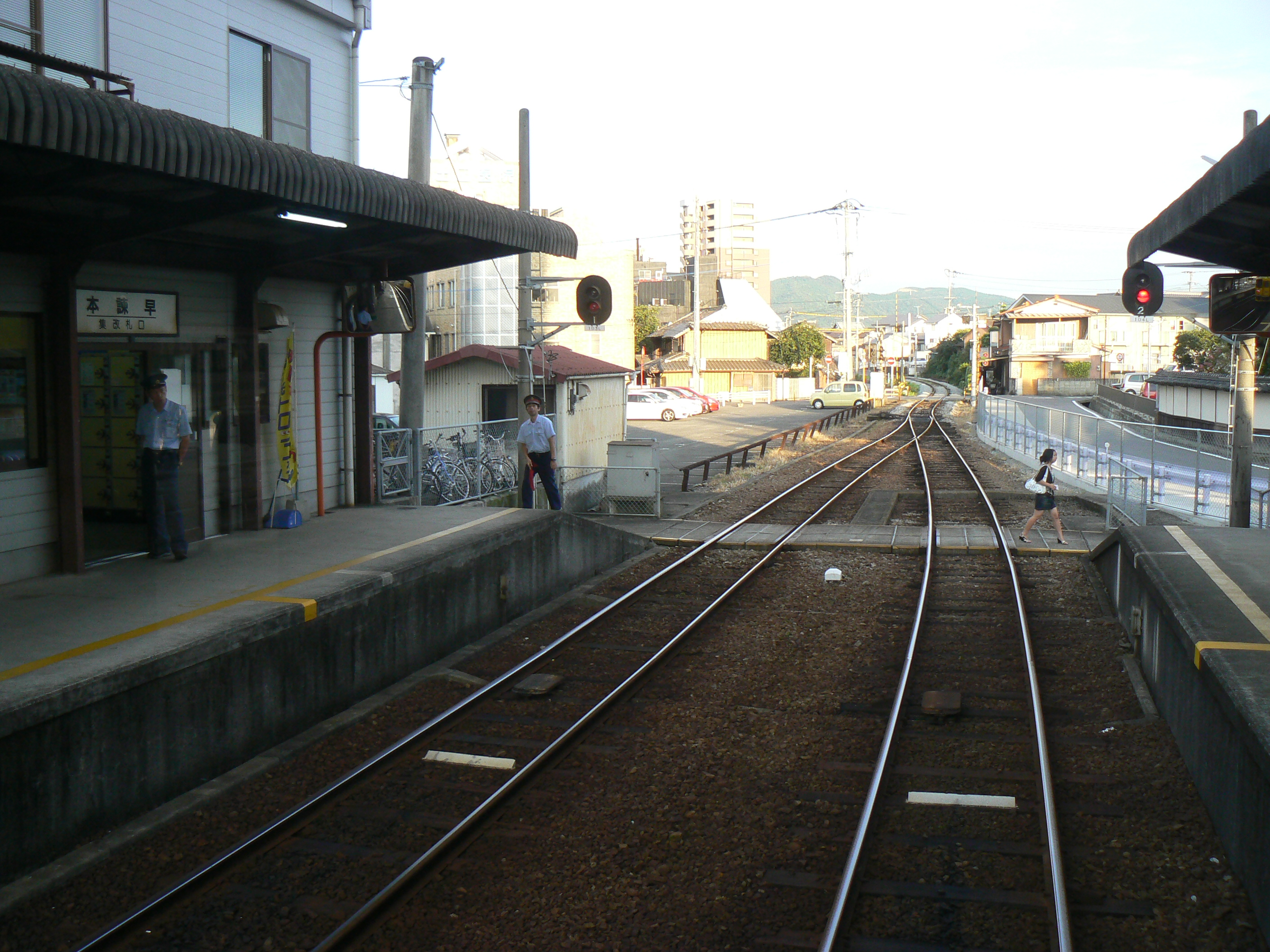
站內 望向幸方向（2007年8月拍攝）
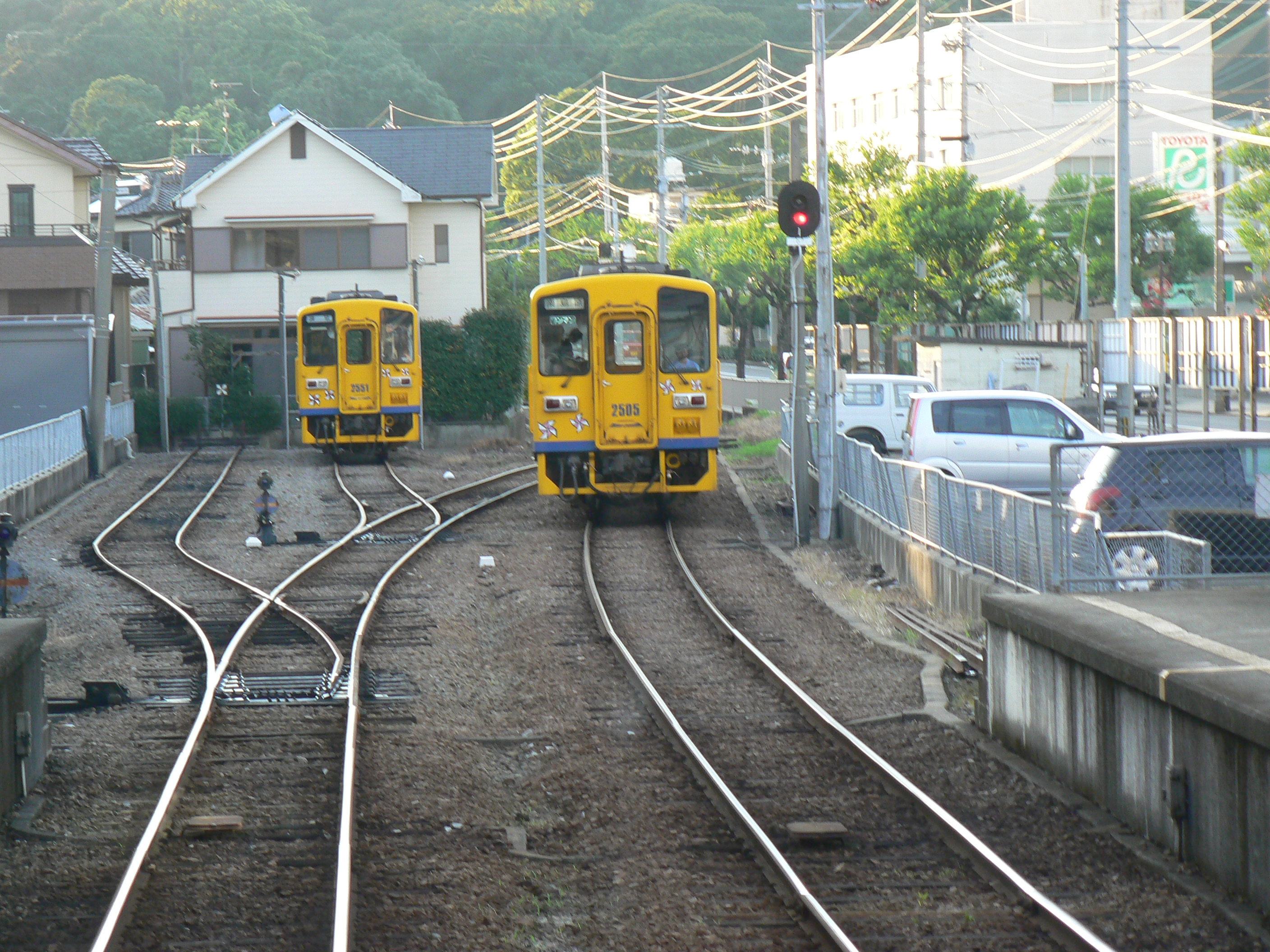
上行本線望向諫早一方與側線（2007年8月拍攝）

## 相鄰車站
島原鐵道
■島原鐵道線
急行
諫早－本諫早－愛野
普通
諫早－本諫早－幸

## 注腳
1. ↑  『鉄道院年報. 明治44年度』（國立國會圖書館數碼化收藏）
2. ↑  官報指出是6月19日「輕便鐵道運輸開始」『官報』1911年9月8日（國立國會圖書館數碼化收藏）
3. ↑  「10月以降の鉄道・バスの各種変更について」島原鉄道　お知らせ　2019年8月23日 （页面存档备份，存于）（日語）
4. ↑  長崎縣統計年鑑  （页面存档备份，存于）（日語），2020年9月5日參閲

## 外部連結
- 本諫早站 - 島原鐵道 （页面存档备份，存于）（日語）